# ولو داستیکو
ولو داستیکو (به ایتالیایی: Velo d'Astico) یک کومونه در ایتالیا است که در استان ویچنزا واقع شده‌است.

## خصوصیات
ولو داستیکو ۲۲ کیلومترمربع مساحت و ۲٬۳۵۰ نفر جمعیت دارد.